# Lucy Liu

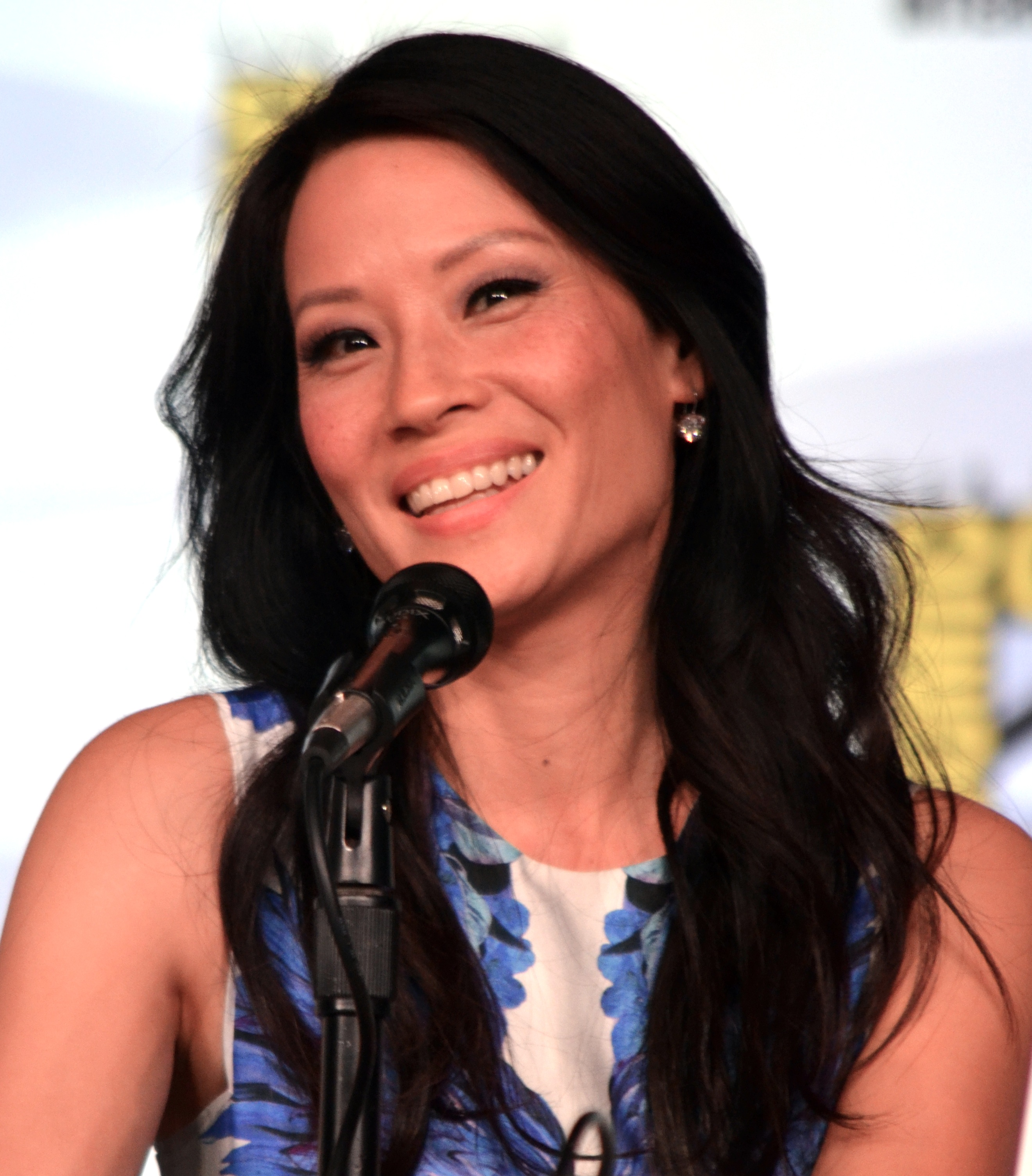
Lucy Liu bei der Comic-Con, 2012

Lucy Alexis Liu (* 2. Dezember 1968 in Queens, New York City, New York) ist eine US-amerikanische Schauspielerin, Synchronsprecherin und Filmregisseurin mit chinesischen Wurzeln in Taiwan.

## Leben
Lucy Liu wurde in Queens geboren und wuchs zusammen mit ihrem Bruder John Liu bei ihren Eltern, chinesischen Einwanderern aus Taiwan, einer Biochemikerin und einem Bauingenieur, in Jackson Heights auf. In ihrem Elternhaus wurde nur Hochchinesisch gesprochen, und sie erlernte Englisch erst nach dem fünften Lebensjahr. Ihre Eltern drängten sie zum Studium, dem sie später nachging. Liu besuchte zuvor die Joseph Pulitzer Middle School und erreichte 1986 ihren Abschluss auf der renommierten Stuyvesant High School. Anschließend besuchte sie für ein Jahr die New York University und wechselte danach zur University of Michigan. Dort schloss sie ihr Studium mit einem Bachelor of Science in asiatischer Sprache und Kultur ab. Während ihres Studiums in Michigan arbeitete Liu als Kellnerin.
Zu ihren Hobbys zählen Bergsteigen, Skifahren und Reiten. Darüber hinaus spielt sie gerne Akkordeon.
Unter dem Namen Yu Ling ist sie auch als Malerin tätig. Ausstellungen hatte sie unter anderem in New York City, Los Angeles, London und München. Die daraus entstandenen Einnahmen spendete sie an Wohltätigkeitsorganisationen.
Lucy Liu spricht neben Englisch und Hochchinesisch auch etwas Italienisch, Spanisch und Japanisch.
Sie lebt mit ihrem Bruder und dessen Frau in New York. Ende August 2015 wurde sie durch die Hilfe einer Leihmutter Mutter eines Sohnes.

## Karriere
Lius Schauspielkarriere begann 1989, als sie für eine Rolle der University-of-Michigan-Produktion Alice im Wunderland im Abschlussjahr vorsprach.
Diese Laufbahn bekam im Jahr 1991 professionellen Charakter, dort sah man sie in einer Folge der US-Fernsehserie Beverly Hills, 90210 als Courtney. Anschließend folgte eine Nebenrolle bei der chinesischen Produktion Ban wo zong heng im Jahr 1992. Danach folgten Nebenrollen in Fernsehserien wie L.A. Law – Staranwälte, Tricks, Prozesse, wo man sie als Mai Lin sah. In der US-amerikanischen Comedyserie Coach mit Craig T. Nelson und Jerry Van Dyke in den Hauptrollen erhielt sie in einer Folge die Rolle einer Arbeitskollegin. Als eine Zuschauerin sah man sie im Jahr 1995 in der Serie Hör mal, wer da hämmert. Im selben Jahr erhielt sie eine Rolle in der Fantasy-Fernsehserie Hercules und in dem Drama Bang.

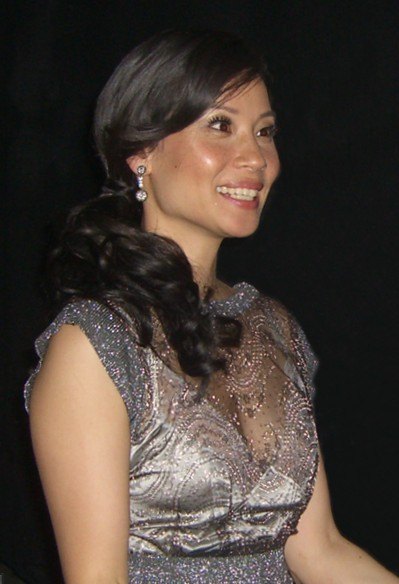
Lucy Liu beim Tribeca Film Festival, 2007

In der Krankenhausserie Emergency Room – Die Notaufnahme verkörperte Lucy Liu die Mutter eines Patienten, Mei-Sun Loew in drei Folgen. In der Folge Genesis der Actionserie Nash Bridges sah man sie an der Seite von Don Johnson. In der Folge Höllengeld der Science-Fiction-Serie Akte X spielte sie Kim Hsin. Im Sportdrama Jerry Maguire – Spiel des Lebens von Cameron Crowe sah man Lucy Liu mit Ivana Miličević und Emily Procter in einer Szene. In dem Film Gridlock’d erhielt sie die Nebenrolle der Cee-Cee. Danach hatte sie einen Gastauftritt in der Serie New York Cops – NYPD Blue. Im Thriller City of Industry aus dem Jahr 1997 sah man Liu an der Seite von Harvey Keitel und Famke Janssen. Anschließend erhielt sie in der Sitcom Pearl die Rolle der Amy Lee, die sie in 22 Episoden verkörperte. Dadurch wurde sie bei dem amerikanischen Publikum bekannter und erhielt größere Rollen. Die Rolle der Anwältin Ling in der Fernsehserie Ally McBeal verhalf ihr dazu, noch bekannter zu werden. Für die schauspielerischen Leistungen wurde sie mit dem Ensemble mit dem Screen Actors Guild Award ausgezeichnet und für weitere Preise (Emmy, Screen Actors Guild Award als beste Darstellerin) nominiert.
Im Jahr 1999 spielte sie in fünf Produktionen mit. So sah man sie als Pearl an der Seite von Mel Gibson und Maria Bello in Payback, anschließend als „Mädchen im Spielzeugladen“ in Ein wahres Verbrechen von und mit Clint Eastwood. In den Filmkomödien Das sonderbare Liebesleben der Erdlinge verkörpert Liu die Freundin von Carmen Electra, und in Molly ist sie als Brenda zu sehen. In der Komödie Knocked Out – Eine schlagkräftige Freundschaft von Ron Shelton verkörpert sie den Charakter Lia.
Im Jahr 2000 erschien sie auf der Leinwand in dem Film Shang-High Noon als Prinzessin Pei Pei, neben Jackie Chan und Owen Wilson. Im selben Jahr stand sie neben Cameron Diaz und Drew Barrymore als Alex Munday in 3 Engel für Charlie vor der Kamera. Im selben Jahr erhielt sie den Blockbuster Entertainment Award als „Beste Nebendarstellerin in einem Actionfilm“. Mit der Serienverfilmung gelang ihr der endgültige Durchbruch; sie erhielt zusammen mit ihren Kolleginnen einen Blockbuster Entertainment Award und einen MTV Movie Award als „Bestes Action-Team“. Zusätzlich wurde Liu als „Beste Nebendarstellerin“ bei den Saturn Awards nominiert.

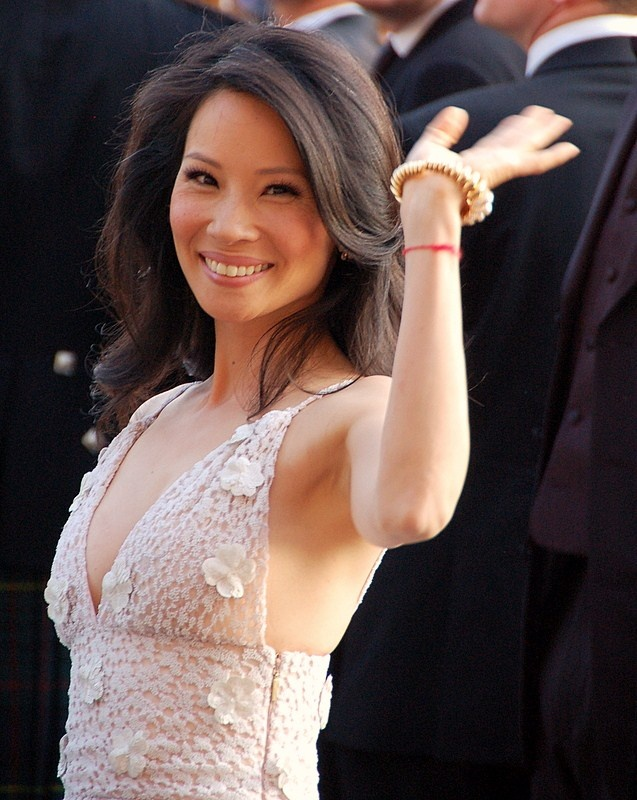
Lucy Liu in Cannes, 2008

An der Seite von Antonio Banderas erhielt sie die Hauptrolle in Ballistic im Jahr 2002. Im Jahr darauf verkörperte sie ein weiteres Mal einen der „Drei Engel“ in der Fortsetzung 3 Engel für Charlie – Volle Power. Sie verkörperte in dem zweiteiligen Film von Quentin Tarantino Kill Bill die Killerin O-Ren Ishii.
Im Jahr 2004 war sie in drei aufeinanderfolgenden Episoden als Gaststar in der US-amerikanischen Sitcom Joey als Lauren Beck zu sehen. Im Jahr darauf verkörperte Lucy eine Bluthändlerin in dem Filmdrama 3 Needles. Im selben Jahr sah man sie an der Seite von Keira Knightley und Mickey Rourke in Domino. In Paul McGuigans Thriller Lucky # Slevin verkörperte Liu die Gerichtsmedizinerin Lindsey, die am Ende die Freundin der Hauptfigur Slevin Kelevra (Josh Hartnett) wird und von Mr. Goodcat (Bruce Willis) ermordet werden sollte. In der Fortsetzung von Mulan verlieh sie der Prinzessin Mei ihre Stimme.
In der Actionkomödie Code Name: The Cleaner porträtierte Liu eine FBI-Agentin und war nicht nur als Schauspielerin an diesem Projekt beteiligt, sondern auch als Produzentin. In der Serie Alles Betty! hatte sie in zwei Folgen einen Gastauftritt als Grace Chin. Im Action-Thriller Rise: Blood Hunter verkörperte sie eine Reporterin, die von einem Vampir gebissen und anschließend zur Vampirjägerin wird. In der Anwaltsfernsehserie Dirty Sexy Money spielte sie in dreizehn Episoden von 2008 bis 2009 die Anwältin Nola Lyons.
Im Filmjahr 2008 sah man sie in zwei Komödien, Liebe lieber ungewöhnlich – Eine Beziehung mit Hindernissen als Violet und in The Year of Getting to Know Us als Anne. Im selben Jahr verlieh sie der Schlange Viper in Kung Fu Panda und in der Fortsetzung Kung Fu Panda 2 (2011) ihre Stimme. In Tinkerbell (2008) und den Fortsetzungen Tinkerbell – Die Suche nach dem verlorenen Schatz (2009), Tinkerbell – Ein Sommer voller Abenteuer (2010), dem Fernsehfilm Die großen Feenspiele (2011), Das Geheimnis der Feenflügel (2012) und Tinkerbell und die Piratenfee (2014) sprach sie die Elfe Silberhauch.
Von 2012 bis 2019 spielte sie die Rolle der Dr. Joan Watson in der US-amerikanischen Serie Elementary, einer Sherlock-Holmes-Adaption. In der zweiten Staffel der Serie gab sie bei der Episode Paint It Black ihr Regiedebüt.

## Filmografie (Auswahl)

### Filme
- 1992: Rhythm of Destiny (伴我縱橫)
- 1993: Protozoa
- 1995: Bang
- 1996: Jerry Maguire – Spiel des Lebens (Jerry Maguire)
- 1996: Guy
- 1997: Gridlock’d – Voll drauf! (Gridlock’d)
- 1997: City of Industry
- 1997: Flypaper
- 1998: Love Kills
- 1999: Payback – Zahltag (Payback)
- 1999: Ein wahres Verbrechen (True Crime)
- 1999: Molly
- 1999: Das sonderbare Liebesleben der Erdlinge (The Mating Habits of the Earthbound Human)
- 1999: Knocked Out – Eine schlagkräftige Freundschaft (Play It to the Bone)
- 2000: Shang-High Noon (Shanghai Noon)
- 2000: 3 Engel für Charlie (Charlie’s Angels)
- 2001: Hotel
- 2002: Ballistic (Ballistic: Ecks vs. Sever)
- 2002: Cypher
- 2002: Chicago
- 2003: 3 Engel für Charlie – Volle Power (Charlie’s Angels: Full Throttle)
- 2003: Kill Bill – Volume 1 (Kill Bill: Vol. 1)
- 2004: Kill Bill – Volume 2 (Kill Bill: Vol. 2)
- 2005: 3 Needles
- 2005: Domino
- 2006: Lucky Number Slevin
- 2007: Code Name: The Cleaner
- 2007: Rise: Blood Hunter (Rise)
- 2007: Liebe lieber ungewöhnlich – Eine Beziehung mit Hindernissen (Watching the Detectives)
- 2008: The Year of Getting to Know Us
- 2010: Marry Me (Miniserie, zwei Folgen)
- 2011: The Trouble with Bliss
- 2011: Detachment
- 2012: The Man with the Iron Fists
- 2018: Future World
- 2018: Set It Up
- 2020: Stage Mother
- 2021: Death to 2021
- 2023: Shazam! Fury of the Gods
- 2024: Presence
- 2024: Red One – Alarmstufe Weihnachten (Red One)
- 2024: Old Guy – Alter Hund mit neuen Tricks (Old Guy)
- 2025: Rosemead

### Serien
- 1991: Beverly Hills, 90210 (Folge 2x06)
- 1995: Hör mal, wer da hämmert (Home Improvement, Folge 4x16)
- 1995: Hercules (Folge 1x08)
- 1995: Emergency Room – Die Notaufnahme (ER, drei Folgen)
- 1996: Akte X – Die unheimlichen Fälle des FBI (The X-Files, Folge 3x19)
- 1997: New York Cops – NYPD Blue (NYPD Blue, Folge 4x17)
- 1997: Michael Hayes: Für Recht und Gerechtigkeit (Folge 9)
- 1998–2002: Ally McBeal (72 Folgen)
- 2001: Sex and the City (Folge 4x11)
- 2004–2005: Joey (3 Folgen)
- 2007: Alles Betty! (Ugly Betty, 2 Folgen)
- 2008: Cashmere Mafia (7 Folgen)
- 2008–2009: Dirty Sexy Money (13 Folgen)
- 2012: Southland (10 Folgen)
- 2012–2019: Elementary (153 Folgen)
- 2016: Girls (Folge 5x03)
- 2017: Difficult People (4 Folgen)
- 2019: Why Women Kill (10 Folgen)
- 2024: Ein ganzer Kerl (A Man in Full, Fernsehserie, 6 Episoden)

### Synchronsprecherin
- 2004: Mulan – Auf geheimer Mission (Mulan II) (Stimme für Prinzessin Mei)
- 2008: Kung Fu Panda (Stimme für Meister Viper)
- 2008: Tinkerbell (Tinker Bell) (Stimme für Silberhauch (Silvermist))
- 2009: Tinkerbell – Die Suche nach dem verlorenen Schatz (Tinker Bell and the Lost Treasure) (Stimme für Silberhauch (Silvermist))
- 2009: Afro Samurai (Resurrection)
- 2010: Tinkerbell – Ein Sommer voller Abenteuer (Tinker Bell and the Great Fairy Rescue) (Stimme für Silberhauch (Silvermist))
- 2011: Kung Fu Panda 2 (Stimme für Meister Viper)
- 2011: Die großen Feenspiele (Pixie Hollow Games) (Stimme für Silberhauch (Silvermist))
- 2012: Das Geheimnis der Feenflügel (Secret of the Wings) (Stimme für Silberhauch (Silvermist))
- 2014: Tinkerbell und die Piratenfee (The Pirate Fairy) (Stimme für Silberhauch (Silvermist))
- 2015: Tinkerbell und die Legende vom Nimmerbiest (Stimme für Silberhauch (Silvermist))
- 2016: Kung Fu Panda 3 (Stimme für Meister Viper)

### Als Regisseurin
- 2014: Meena (Kurzfilm)
- 2014–2019: Elementary (Fernsehserie, 7 Episoden)
- 2015: Graceland (Fernsehserie, 1 Episode)
- 2018: Marvel’s Luke Cage (Fernsehserie, 1 Episode)
- 2019: Why Women Kill (Fernsehserie, 1 Episode)
- 2019: Law & Order: Special Victims Unit (Fernsehserie, 1 Episode)
- 2020: New Amsterdam (Fernsehserie, 1 Episode)

## Auszeichnungen
- 1999: Screen Actors Guild Award für Ensemble in Ally McBeal
- 2000: Blockbuster Entertainment Award Supporting Actress in Shanghai Noon
- 2001: MTV Movie Award: Best On-Screen Team in Charlie’s Angels
- 2001: Blockbuster Entertainment Award für Charlie’s Angels
- 2003: Critics’ Choice Movie Award für Chicago
- 2003: Screen Actors Guild Award für Ensemble in Chicago
- 2003: Young Hollywood Award für Adrenaline Rush
- 2004: MTV Movie Award: Best Villain in Kill Bill Vol. 1
- 2006: Women’s World Award – World Social Award
- 2012: Critics’ Choice Television Award for Best Guest Performer in a Drama Series in Southland
- 2012: Teen Choice Award for Choice TV Actress: Action in Elementary
- 2012: Seoul International Drama Award als Beste Schauspielerin in Elementary
- 2012: New York Women in Film & Television Muse Award for Best Actress in  Elementary
- 2019: Stern auf dem Hollywood Walk of Fame in der Kategorie Fernsehen[7]
- 2025: Locarno Film Festival: Career Achievement Award[8]